# Scrophularia trichopoda
Scrophularia trichopoda är en flenörtsväxtart som beskrevs av Pierre Edmond Boissier och Bal.. Scrophularia trichopoda ingår i släktet flenörter, och familjen flenörtsväxter. Inga underarter finns listade i Catalogue of Life.